# Yidalpta selenalis
Yidalpta selenalis är en fjärilsart som beskrevs av Pieter Cornelius Tobias Snellen 1872. Yidalpta selenalis ingår i släktet Yidalpta och familjen nattflyn. Inga underarter finns listade i Catalogue of Life.